# Lucinda Jenney
Lucinda Jenney (Long Island City, Queens, Nova York, 23 d'abril de 1954) és una actriu estatunidenca. Lucinda Jenney va néixer a Long Island City, Queens, Nova York. Va començar la seva carrera el 1979 amb la pel·lícula Impostors. Diversos papers van seguir per tota la dècada del 1980, amb aparicions en la comèdia de 1986 The Whoopee Boys, i la guardonada Peggy Sue es va casar, amb Kathleen Turner i Nicolas Cage. Va aparèixer com a 'Iris' en la guanyadora d'un Oscar Rain Man, protagonitzada per Dustin Hoffman i Tom Cruise. El 1991, Jenney fa de la cambrera 'Lena' en el film de Ridley Scott Thelma i Louise; l'any següent, va aparèixer en Cor trencat, una pel·lícula que va guanyar un premi Independent Spirit a la millor actriu secundària. Jenney va fer el paper d''Anne Loomis' en la comèdia de Joe Dante Matinée, amb John Goodman i Cathy Moriarty. Durant els anys 90, va aparèixer en molts papers menors com a Mr. Jones amb Richard Gere, i Leaving Las Vegas, amb Nicolas Cage i Elisabeth Shue, així com a Grace of My Heart. El 1997, va tenir un paper secundari en la pel·lícula de terror de Tom Holland Thinner, basada en el llibre de Stephen King.
També va protagonitzar G.I. Jane com el tinent mèdic Blondell, amb Demi Moore, Mad City, amb Dustin Hoffman i John Travolta, Desert Blue, amb Kate Hudson i Christina Ricci, Practical Magic, amb Sandra Bullock i Nicole Kidman i The Deep End of the Ocean, que va protagonitzar Michelle Pfeiffer i va estar basat en el llibre de Jacquelyn Mitchard. Dins 2000, Jenney va retratar Helen O'Donnell en Tretze dies. Després apareix en el drama romàntic Crazy/Beautiful, amb Kirsten Dunst i The Mothman Prophecies, protagonitzada per Richard Gere. Jenney ha aparegut en altres papers en S.W.A.T., American Violet i Rogue River. El 2009, va fer un cameo a Ressaca a Las Vegas.
Jenney ha tingut una carrera exitosa en televisió. Molts dels seus crèdits televisius inclouen papers de convidat en Miami Vice, The Practice, Judging Amy, The West Wing, 24, Law & Order, els seus spin-offs Law & Order: Law & Order: Criminal Intent i Law & Order: LA, Six Feet Under, House, CSI: Crime Scene Investigation, ER, Monk, i va retratar la dona de l'Almirall Adama, Carolanne, en Battlestar Galactica, en l'episodi "Un Dia en la Vida".
Jenney ha aparegut en molts telefilms durant la seva carrera. El seu primer va ser Out of the Darkness, amb Martin Sheen. Alguns dels seus papers inclouen Shoot First: A Cop's Vengeance, The Habitation of Dragons, A Stranger in Town, First Time Felon, i la guardonada amb l'Emmy If These Walls Could Talk 2, i The Pennsylvania Miners' Story 
Ara fa d'escriptora i de mare.

## Filmografia
| Any  | Títol                                               | Paper                             | Notes                                                             |
| ---- | --------------------------------------------------- | --------------------------------- | ----------------------------------------------------------------- |
| 1979 | Impostors                                           |                                   |                                                                   |
| 1984 | Hearts and Diamonds                                 |                                   |                                                                   |
| 1986 | The Whoopee Boys                                    | Olivia                            |                                                                   |
| 1986 | Peggy Sue es va casar (Peggy Sue Got Married)       | Rosalie Testa                     |                                                                   |
| 1987 | The Verne Miller Story                              | Bobby                             |                                                                   |
| 1988 | Rain Man                                            | Iris                              |                                                                   |
| 1989 | Wired                                               | Judy Belushi                      |                                                                   |
| 1989 | Born on the Fourth of July                          | Passerby #2                       |                                                                   |
| 1991 | Thelma i Louise                                     | Lena                              |                                                                   |
| 1992 | Cor trencat (American Heart)                        | Charlotte                         | Nominada — Premi Independent Spirit a la millor actriu secundària |
| 1993 | Matinee                                             | Anne Loomis                       |                                                                   |
| 1993 | Mr. Jones                                           | Christine                         |                                                                   |
| 1995 | Leaving Las Vegas                                   | Weird Woman                       |                                                                   |
| 1996 | Grace of My Heart                                   | Marion                            |                                                                   |
| 1996 | Thinner                                             | Heidi Halleck                     |                                                                   |
| 1997 | Loved                                               | Kate Amerson                      |                                                                   |
| 1997 | The Last Time I Committed Suicide                   | Rosie Trickle                     |                                                                   |
| 1997 | GI Jane                                             | Blondell                          |                                                                   |
| 1997 | Mad City                                            | Jenny                             |                                                                   |
| 1998 | Desert Blue                                         | Caroline Baxter                   |                                                                   |
| 1998 | What Dreams May Come                                | Mrs. Jacobs                       |                                                                   |
| 1998 | Pràcticament màgia (Practical Magic)                | Sara (adult)                      |                                                                   |
| 1998 | Welcome to Hollywood                                | Actriu a la casa d' Alison Anders |                                                                   |
| 1999 | Sugar Town                                          | Kate                              |                                                                   |
| 1999 | The Deep End of the Ocean                           | Laurie                            |                                                                   |
| 2000 | Crime and Punishment in Suburbia                    | Vincent's Mom                     |                                                                   |
| 2000 | How to Kill Your Neighbor's Dog                     | Trina Walsh                       |                                                                   |
| 2000 | Remember the Titans                                 | Arleen Yoast                      | No surt als crèdits                                               |
| 2000 | Thirteen Days                                       | Helen O'Donnell                   |                                                                   |
| 2001 | Crazy/Beautiful                                     | Courtney Oakley                   |                                                                   |
| 2002 | Mothman: l'última profecia (The Mothman Prophecies) | Denise Smallwood                  |                                                                   |
| 2003 | Els homes de Harrelson (S.W.A.T.)                   | Kathy                             |                                                                   |
| 2007 | The Final Season                                    | Sheryl 'Chic' Van Scoyoc          |                                                                   |
| 2008 | American Violet                                     | Elizabeth Beckett                 |                                                                   |
| 2009 | Ressaca a Las Vegas (The Hangover)                  |                                   | Cameo                                                             |
| 2010 | Rogue River                                         | Lea                               |                                                                   |

| Any  | Títol                          | Paper                    | Notes                                                                        |
| ---- | ------------------------------ | ------------------------ | ---------------------------------------------------------------------------- |
| 1985 | First Steps                    | Carolyn                  | Telefilm                                                                     |
| 1985 | Out of the Darkness            | Mary                     | Telefilm                                                                     |
| 1986 | Spenser: For Hire              | Melissa Brenner          | Episodi: "Hell Hath No Fury"                                                 |
| 1988 | Miami Vice                     | Annie Pierce             | EpisodI: "Vote of Confidence"                                                |
| 1989 | CBS Summer Playhouse           | Lucy                     | Episodi: "Microcops"                                                         |
| 1990 | Shannon's Deal                 | Audrey Watts             | Episodi: "Custody"                                                           |
| 1991 | Shoot First: A Cop's Vengeance | Beth                     | Telefilm                                                                     |
| 1992 | The Water Engine               | Secretària de Gross      | Telefilm                                                                     |
| 1992 | The Habitation of Dragons      | Bernice Dayton           |                                                                              |
| 1994 | Next Door                      | Marci Benedetti          | Telefilm                                                                     |
| 1994 | Homicide: Life on the Street   | Pamela Wilgis            | Episodi: "Extreme Unction                                                    |
| 1995 | A Stranger in Town             | Jeanine                  | Telefilm                                                                     |
| 1995 | Fallen Angels                  | Ginny                    | Episodi: "The Black Bargain"                                                 |
| 1995 | Eye of the Stalker             | Elizabeth 'Liz' Knowlton | Telefilm                                                                     |
| 1996 | The Late Shift                 | Debbie Vickers           | Telefilm                                                                     |
| 1996 | High Incident                  | Off. Anne Bonner         | 4 episodis                                                                   |
| 1997 | EZ Streets                     | Mrs. Dog Face            | Episodi: "Every Dog Has It's Day                                             |
| 1997 | First Time Felon               | Sharon                   | Telefilm                                                                     |
| 1997 | The Visitor                    | Nadine Walden            | Episodis: "Pilot", "Fear of Flying"                                          |
| 1998 | Scattering Dad                 | Molly                    | Telefilm                                                                     |
| 1998 | NYPD Blue                      | Rose                     | Episodi: "Hammer Time"                                                       |
| 1998 | L.A. Doctors                   | Rosalind                 | Episodi: "A Prayer for the Lying"                                            |
| 1999 | Fitz                           | Linda Palmer             | Episodis: "First Love: Part 1", "First Love: Part 2"                         |
| 2000 | If These Walls Could Talk 2    | Ella's Mommy             | Segment: "2000"                                                              |
| 2000 | The Practice                   | Angela Jamison           | Episodis: "Summary Judgments", "Germ Welfare"                                |
| 2001 | Gideon's Crossing              | Teddy Green              | Episodi: "The Race"                                                          |
| 2002 | Judging Amy                    | Allison Cossey           | Episodi: "Not Stumbling, But Dancing"                                        |
| 2002 | The West Wing                  | Karen Kroft              | Episodi: "Swiss Diplomacy"                                                   |
| 2002 | The Pennsylvania Miners' Story | Cindy Thomas             | Telefilm                                                                     |
| 2003 | The Shield                     | Lanie Kellis             | 7 episodis                                                                   |
| 2003 | Carnivàle                      | Flora Hawkins            | Episodi: "Milfay"                                                            |
| 2003 | 24                             | Helen Singer             | 4 episodis                                                                   |
| 2004 | Law & Order                    | Renee Bishop             | Episodi: "Married with Children"                                             |
| 2004 | Crossing Jordan                | Judy Strand              | Episodi: "Missing Pieces"                                                    |
| 2004 | Six Feet Under                 | Ex-dona de Kenneth       | Episodi: "Untitled"                                                          |
| 2004 | House                          | Sor Mary Eucharist       | Episodi: "Damned If You Do"                                                  |
| 2005 | Law & Order: Criminal Intent   | Elise Garrett            | Episodes: "In the Wee Small Hours: Part 1", "In the Wee Small Hours: Part 2" |
| 2007 | CSI: Crime Scene Investigation | Sheriff Beth McGuire     | Episodi: "Leaving Las Vegas (CSI)"                                           |
| 2007 | Cold Case                      | Shirley Reed             | Episodi: "Cold Case (season 4)"                                              |
| 2007 | Battlestar Galactica           | Carolanne Adama          | Episodi: "A Day in the Life"                                                 |
| 2007 | ER                             | Allison                  | Episodi: "Seas Change"                                                       |
| 2007 | Monk                           | Zena Davis               | Episodi: "Mr. Monk is Up All Night"                                          |
| 2011 | Law & Order: LA                | Professor                | Episodi: "Big Rock Mesa"                                                     |

| Any  | Títol         | Paper        | Notes |
| ---- | ------------- | ------------ | ----- |
| 1994 | Two Over Easy | Diane        |       |
| 2006 | Hide & Seek   | Betty        |       |
| 2007 | At the Beach  |              |       |
| 2009 | The Postcard  | Blanche Katz |       |